# 64’er
Die Zeitschrift 64’er – Das Magazin für Computer-Fans war ein von 1984 bis 1996 vom Markt+Technik Verlag vertriebenes Computermagazin. In den 1980er Jahren war es neben den Data-Becker-Büchern eine der wichtigsten Informationsquellen für Commodore-64-Anwender im deutschsprachigen Raum. Die Erstausgabe erschien auf der Hannover Messe 1984. Der Chefredakteur der ersten Jahre war Michael M. Pauly, der zugleich auch die Schwestermagazine Computer Persönlich und Happy Computer (Erstausgabe 11/83) betreute.

## Inhalt
Neben zahlreichen Kursen für Einsteiger und Fortgeschrittene, oft seitenlangen Listings zum Abtippen und vielerlei Tipps und Tricks wagte das Magazin auch oft einen Blick über den Tellerrand und war daher nicht nur ein relativ genaues Abbild, sondern auch ein Motor der damals existierenden Heimcomputerszene. Daraus entstanden die Ablegermagazine Amiga-Magazin (Erstausgabe Nr. 6 und 7/1987), die PCgo (Erstausgabe Nr. 10/1993) oder das Sonderheft Archimedes Computer-Faszination (ab 1993). In jedem Heft gab es ein Listing des Monats und eine Anwendung des Monats die als besonders gelungen mit einem Geldpreis von 2000 DM für das Listing des Monats (ab Ausgabe 9/1987 3000 DM) und 500 DM für die Anwendung des Monats (ab Ausgabe 9/1987 1000 DM) an den Autor dotiert war. Erwähnenswert ist, dass bei diesen Wettbewerben einige später international bekannte Programmierer und Künstler wie Chris Hülsbeck und Manfred Trenz teilnahmen und hier ihre Karriere begannen.
Um dem Leser das Abtippen der Programmlistings zu erleichtern, wurden Anfang 1985 die Hilfsprogramme „MSE“ (Kurz für „Maschinensprache-Editor“, ein Eingabeeditor für Assembler-Listings) und „Checksummer“ (ein Prüfsummenprogramm zur Kontrolle des eingegebenen BASIC-Programmcodes) eingeführt. Diese wurden im Laufe der nächsten Jahre immer wieder verbessert. Da sich diese Methode bewährte, wurde sie bald von anderen Computerzeitschriften übernommen.
Auch viele 64’er-Sonderhefte mit einem Themenschwerpunkt (wie Assembler, Einsteiger, Programmierung, Spiele, GEOS) rund um den Commodore 64, aber auch für seine nahen 8-Bit-Verwandten C16/116, VC20, Plus/4 und C128 wurden veröffentlicht. Diesen Sonderheften lag ab Heft 46 eine Programm-Diskette bei, so dass man sich das langwierige Abtippen der Listings ersparen konnte. Das letzte Monats-Sonderheft war das Heft 97 (Thema Spiele) im Jahr 1993.
Mit der Ausgabe Nr. 12/1996 wurde das Magazin als eigenständige Zeitschrift eingestellt. Abonnenten bekamen fortan die im gleichen Verlag erschienene Zeitschrift PCgo oder eine Ausgabe des PC-Spielemagazins Power Play zugeschickt (eingestellt zum Jahresanfang 2000), nebst einem Faltblatt und einer Programmdiskette. Nach der Ausgabe Nr. 1/1999 fiel auch das Faltblatt weg, so dass man nur noch eine unbeschriftete Diskette als Zugabe zur PCgo erhielt. Ab Ende 1999 erfüllte eine halbjährlich erscheinende CD-ROM als Beilage diese Aufgabe. Seit 2009 wird auch dieses Medium nicht mehr produziert.
Als sich das Ende der 64’er als Printmagazin abzeichnete, gründeten einige C64-Fans die Zeitschrift GO64!. Die gedruckte Erstausgabe erschien im März 1997. GO64! wurde schließlich ab der Ausgabe 03–05/2006 mit der vom CSW-Verlag neugegründeten Zeitschrift RETRO zusammengelegt; von 2006 bis ca. Anfang 2008 erschien GO64! inhaltlich identisch mit RETRO und lediglich mit einem eigenen Cover, das noch den Namen und die Nummerierung von GO64! fortführte, und wurde dann endgültig eingestellt.
Zum 40. Geburtstag startete als Kunstprojekt eine Website, die den Anschein erweckt, als wäre es 1984. Exakt 40 Jahre nach der ursprünglichen Veröffentlichung erscheint dort jeden Monat eine neue Ausgabe. Besonders bemerkenswert ist, dass in diesem Projekt das ursprüngliche Layout und sogar die Schriftart des Magazins nachgeahmt werden.

## Redakteure
Für mehrere Redakteure war die Arbeit für die 64’er Sprungbrett für eine weitere Karriere in den Bereichen Journalismus oder Technologie.
- Nikolaus Heusler wurde Autor und arbeitet heute beim Europäischen Patentamt.[5]
- Florian Müller wurde Unternehmensberater für Tech-Firmen wie Microsoft oder Oracle.
- Michael Nickles wurde Autor von Computer-Fachbüchern.
- Boris Schneider-Johne arbeitet im Marketing für Microsoft sowie als freiberuflicher Journalist.
- Henning Withöft schrieb 64’er–Großer Einsteiger-Kurs (1988)[6] und wurde Romanautor.